# Clase Churruca (Gearing)
La Clase Churruca (Gearing) era un modelo de destructor usado por la Armada Española, en concreto los cinco D-60 eran destructores (Gearing FRAM-I) que llegaron a España tras el convenio de 1970 con Estados Unidos.

## Historial en la Armada española

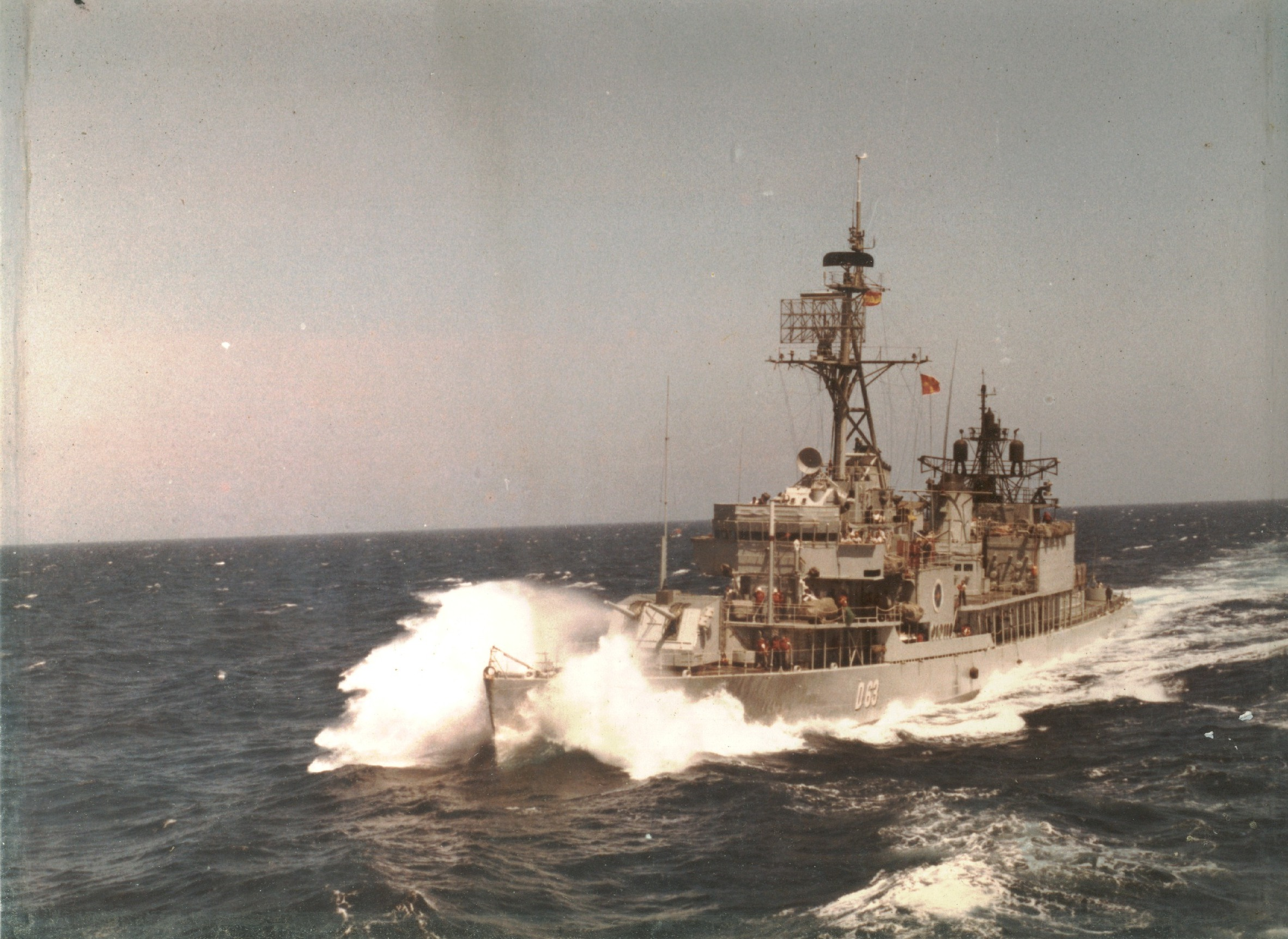
Méndez Núñez (D-63), navegando en fecha desconocida.

Se trataba de buques construidos durante la Segunda Guerra Mundial y modernizados a partir de 1959 dentro del programa FRAM I, que estuvieron en servicio en la Armada de los Estados Unidos hasta su entrega a España.
Buques similares a éstos fueron entregados por la Armada de los Estados Unidos a la mayoría de sus aliados de «segunda fila» durante la misma época y algunos de ellos estuvieron en servicio hasta principios del siglo XXI.
Aunque eran buques muy antiguos, lo cierto es que montaban sensores bastante modernos (visto desde el punto de vista de los años 60), pero fueron quedando obsoletos a lo largo de los 70 y, especialmente, los 80.
Estos buques, muy similares en su equipamiento a los clase Oquendo modernizados (D-40), fueron un refuerzo importante para la Armada Española de la década de los 70, participando activamente en maniobras nacionales e internacionales.
Entre otros momentos de su vida, cabe destacar:
- Su participación en la evacuación española del Sáhara Español en 1975, tras la marcha verde.

- Su control del estrecho durante la operación Tormenta del Desierto en 1991, momento en el que, debido a la escasez de escoltas en la Armada, alguno de estos buques llegó a quedar integrado en el Grupo Alfa, realizando tareas de control marítimo en el Mediterráneo Oriental.

Con la llegada de la década de los 90, los D-60 fueron progresivamente dados de baja, hasta que con su desaparición se disolvió la 11.ª Escuadrilla de Escoltas el 2 de septiembre de 1991.
Con la desaparición de estos buques se cerraba, al menos por el momento, la historia de los destructores en la Armada Española, siendo el país que empezó a usarlos, si bien es cierto que la línea divisoria entre fragatas y destructores es hoy en día muy tenue.

## Anécdotas
En la Armada Española llegaron a ser conocidos jocosamente como «los ciegos de la once», en referencia a la falta de agudeza de sus sensores al final de su vida útil y a su pertenencia a la 11.ª Escuadrilla de Escoltas (en España, las siglas ONCE corresponden a la Organización Nacional de Ciegos Españoles).
El D-65, cuando prestaba servicio como Noa en la US Navy, fue el buque encargado de recoger del mar en 1962, a la vuelta de su viaje espacial, al primer astronauta americano en orbitar la tierra John Glenn.

## Buques de la clase Churruca
| Nombre Armada Española | Numeral | Nombre US Navy   | Numeral USN | Astilleros                                 | Botado | Alta | Baja | Motivo                            |
| ---------------------- | ------- | ---------------- | ----------- | ------------------------------------------ | ------ | ---- | ---- | --------------------------------- |
| Churruca               | D-61    | Eugene A. Greene | DD-711      | Federal Shipbuilding Co. Kearny-New Jersey | 1945   | 1972 | 1989 | Hundido como blanco naval en 1991 |
| Gravina                | D-62    | Furse            | DD-882      | Cosolidated Steel Co                       | 1945   | 1972 | 1991 | Retirado/desguazado               |
| Méndez Núñez           | D-63    | O'Hare           | DD-889      | Cosolidated Steel Co.                      | 1945   | 1973 | 1992 | Retirado/desguazado               |
| Lángara                | D-64    | Leary            | DD-879      | Cosolidated Steel Co.                      | 1945   | 1973 | 1992 | Retirado/desguazado               |
| Blas de Lezo           | D-65    | Noa              | DD-841      | Bath Iron Works Co. Bath-Maine             | 1945   | 1973 | 1991 | Retirado/desguazado               |